# Републикански път III-5009
Републикански път IIІ-5009 е третокласен път, част от Републиканската пътна мрежа на България, преминаващ по територията на Хасковска и Кърджалийска област. Дължината му е 25,6 km.
Пътят се отклонява наляво при 311,9 km на Републикански път I-5 западно село Козлец и се насочва на юг по северния склон на Източнородопския рид Чуката. Преминава през село Зорница, преодолява билото на рида и навлиза в Кърджалийска област. Тук се спуска по южния склон на рида, преминава през село Бели пласт и при село Стремци достига до дълбоката долина на река Перперек (ляв приток на Арда). След като пресече реката и премине през центъра на село Стремци преодолява поредния рид на Източните Родопи при село Рани лист и през селата Солище и Скърбино се спуска в долината на река Арда в североизточната част на град Кърджали, където отново се свързва с Републикански път I-5 при неговия 342,1 km.
| Пътища, отклоняващи се надясно (населено място, № на пътя, посока на пътя) | km   | Пътища, отклоняващи се наляво (посока на пътя, № на пътя, населено място) |
| -------------------------------------------------------------------------- | ---- | ------------------------------------------------------------------------- |
| Община Хасково, Област Хасково, I-5, 311,9 km ←                            | 0,0  | ← 311,9 km, I-5, Област Хасково, Община Хасково                           |
| с. Зорница                                                                 | 2,7  | с. Зорница                                                                |
| Община Кърджали, Област Кърджали                                           | 5,1  | Област Кърджали, Община Кърджали                                          |
| с. Бели пласт                                                              | 7,6  | с. Бели пласт                                                             |
|                                                                            | 10,7 | → общински път (за с. Соколяне)                                           |
| (за с. Ястреб) общински път ←                                              | 12,2 |                                                                           |
| (до с. Черноочене) III-5071, 10,3 km ←                                     | 12,5 |                                                                           |
| с. Стремци                                                                 | 13,0 | ← с. Стремци, 9,8 km, III-5071 (от с. Чифлик)                             |
|                                                                            | 18,9 | → общински път (за с. Болярци)                                            |
| с. Рани лист                                                               | 20   | с. Рани лист                                                              |
| с. Солище                                                                  | 23,2 | → с. Солище, общински път (за с. Иванци)                                  |
| с. Скърбино                                                                | 24   | с. Скърбино                                                               |
| (от гр. Русе) I-5, 342,1 km, гр. Кърджали →                                | 25,6 | → гр. Кърджали, 342,1 km, I-5 (до ГКПП Маказа - Нимфея)                   |

Забележка
1. ↑  На протежение от 0,5 km (от km 12,5 до km 13,0) Републикански път III-5009 се дублира с Републикански път ІII-5071 (от km 10,3 до km 9,8)